# 勾德峽谷 (亞利桑那州)
勾德峽登（英語：Gold Canyon）是位於美國亞利桑那州皮納爾縣的一個人口普查指定地區。根據2010年美國人口普查，該地人口為10159人，而該地的面積約為57.99平方千米。

## 地理
勾德峽登的座標為33°21′43″N 111°27′06″W / 33.36194°N 111.45167°W，而該地最高點為海拔高度604米（即1982英尺）。